# Leigh Anne Tuohy
Leigh Anne Tuohy (sobrenome de solteira: Roberts; 9 de agosto de 1960) é uma design de interiores americana. Ela é mais conhecida por ser destaque no livro The Blind Side: Evolution of a Game, de Michael Lewis, e em sua adaptação para o filme Um Sonho Possível (2009), no qual foi interpretada por Sandra Bullock, a qual venceu o Oscar de Melhor Atriz, o Critics Choice, Globo de Ouro e Screen Actors Guild na mesma categoria.

## Vida pessoal
Leigh Anne se casou com seu marido, Sean Tuohy, na década de 80. Eles tiveram dois: uma menina chamada Collins Tuohy e seu filho Sean Tuohy Jr. Atualmente vivem em Memphis, Tennessee.[carece de fontes?]
Ela fez o discurso de abertura na Christian Brothers University em 14 de maio de 2010. Ela também recebeu um honorário de Doutorado em Letras Humanas da universidade durante a cerimônia de início de seu compromisso com os menos afortunados e sua contínua busca para recrutar outras pessoas para fazer a diferença.
Supostamente, eles teriam adotado o jogador de futebol americano Michael "Big Michael" Oher quando ele ainda estava nas escola. Eles o apadrinharam e ajudaram enquanto crescia. Em agosto de 2023, Oher entrou com um processo contra a sua antiga "família" alegando que os Tuohys não o adotaram de fato, mas, em vez disso, o "enganaram" para que ele assinasse um contrato de tutela sob a crença de que eram papéis de adoção. O acordo permitiu que eles fizessem negócios em seu nome, incluindo, supostamente, a criação do filme The Blind Side. Em uma entrevista, Sean Tuohy concordou que o acordo era uma tutela, mas disse que foi criado porque Oher tinha mais de dezoito anos e a NCAA estava preocupada com a possibilidade de Oher jogar pela Universidade de Mississippi (que ele acabou fazendo), uma escola que os Tuohy doavam muito dinheiro. A NCAA tem interações regulamentares entre os reforços e os alunos-atletas em potencial/matriculados. Os Tuohy divulgaram uma declaração por meio de seu advogado alegando que Oher ameaçou plantar uma notícia negativa na imprensa se o casal não lhe desse US$ 15 milhões de dólares. Eles também alegaram que ele já havia feito isso outras vezes, mas que teve que lutar para encontrar advogados para aceitar o caso.